# Busted (album)
Busted was het debuutalbum van de Britse rockband Busted. Het album werd in september 2002 uitgegeven in het Verenigd Koninkrijk en piekte in januari van het volgende jaar op nummer 2 in de hitlijst, na het succes van de tweede single "Year 3000". De andere drie singles, "What I Go To School For", "You Said No" (eerder "Crash and Burn") en "Sleeping With the Light On" bereikten tevens de Top 3 van de UK Singles Chart. In Nederland kwam het album binnen op 86 en wist het tot 51 te komen. In totaal stond hij 16 weken in de lijst.
Op de heruitgave van het album werd de naam van "Crash and Burn" veranderd in "You Said No". Op de Europese uitgave zijn de nummers "When Day Turns Into Night", "Everything I Knew" en het intermezzo, "Extra Exceedingly Fitness", niet opgenomen in de tracklist. Vijf van de liedjes zijn geschreven door de bandleden zelf, de rest door of in samenwerking met Steve Robson en/of John McLaughlin. De nummers "What I Go To School For" en "Year 3000" zijn gecoverd door de Jonas Brothers voor hun debuutalbum "It's About Time".
Het album was in 2003 het achtste best verkochte album en behaalde uiteindelijk een driemaal platina status in het Verenigd Koninkrijk.

## Tracklist
| Nr. | Titel                                    | Duur |
| --- | ---------------------------------------- | ---- |
| 1.  | What I Go to School For                  | 3:30 |
| 2.  | You Said No (Origineel Crash and Burn)   | 2:47 |
| 3.  | Britney                                  | 3:30 |
| 4.  | Losing You                               | 3:54 |
| 5.  | Year 3000                                | 3:17 |
| 6.  | Psycho Girl                              | 3:51 |
| 7.  | All The Way                              | 2:26 |
| 8.  | Sleeping With the Light On               | 3:38 |
| 9.  | Dawson's Geek                            | 2:27 |
| 10. | When Day Turns Into Night                | 3:35 |
| 11. | Everything I Knew                        | 3:10 |
| 12. | Without You                              | 4:09 |
| 13. | Extra Exceedingly Fitness (Hidden track) | 0:18 |
| 14. | Loser Kid                                | 3:48 |

## Hitlijsten
| Land                | Charts          | Charts       |
|                     | Hoogste positie | Aantal weken |
| ------------------- | --------------- | ------------ |
| Oostenrijk          | 19              | 9            |
| Denemarken          | 9               | 13           |
| Nederland           | 51              | 2            |
| Europa              | 92              |              |
| Frankrijk           | 57              | 6            |
| Duitsland           | 43              |              |
| Ierland             | 9               |              |
| Zwitserland         | 88              | 2            |
| Verenigd Koninkrijk | 2               |              |